# Pietro Colonna Galatino
Pietro Colonna Galatino OFM (* ca. 1460 in Galatina; † um 1540 in Rom), auch Petrus Galatinus, war ein italienischer Theologe und Orientalist.

## Leben
Pietro Galatino wurde um 1460 in Galatina (wovon sich sein Nachname ableitet) in eine Familie mit albanischen Wurzeln geboren. Ihr Name ist unterschiedlich überliefert. Auf der einen Seite wurde sie mit Colonna angegeben, nach anderen Quellen mit Mongiò. Seine Einkleidung erlebte Galatino bereits in jungen Jahren. Er studierte in Rom Orientalische Sprachen – seine Sprachkenntnisse erhielt er ferner von Elijah Levita und Johannes Potken – wo er Lektor im Kloster Aracoeli wurde. 1518 ernannte man ihn zum Provinzial der Provinz Bari (Apulien). Später gehörte er unter Leo X. der apostolischen Pönitentiarie an. Im Verlauf seines Lebens war er Kaplan der Kardinäle Lorenzo Pucci und Francisco de Quiñones.
Ab 1511 verbrachte er seine Lebenszeit weitgehend in Rom. Dort war er ab 1523 apostolischer Beichtvater in der Basilika St. Peter. Während seiner Zeit in Rom stand Galatino in Kontakt mit Gelehrten seiner Zeit, wie Aegidius de Viterbo, Đorđe Dragišić und Johannes Reuchlin. Letzteren Position verteidigte er in der Auseinandersetzung um die Zerstörung jüdischer Bücher. Die Abhandlung erschien aber erst zum Ende der Diskussion 1518 in gedruckter Form.
In Rom wirkte er dann auch als „artium et sacrae theologiae professor.“ Unklar ist, ob er Teil der Universität La Sapienza war. Die letzten Informationen über ihn stammen aus dem Jahr 1539. Nach seinem Tod wurde er im Kloster Santa Maria Aracoeli beigesetzt.

## Werke (Auswahl)
Galatino beherrschte unter anderem Griechisch, Hebräisch, jüdisches Aramäisch und Äthiopisch. Seine Werke wurden 1539 gesammelt und nachfolgend zuerst im Kloster Aracoeli verwahrt und später in die Vatikanische Bibliothek überführt. Die bekannteste Schrift Galatinos ist die 1515/1516 verfasste De arcanis catholicae veritatis, welche in Form eines Dialogs zwischen Johannes Reuchlin and Jakob Hoogstraeten abgefasst ist. Dieses Traktat war deutlich geprägt von Raymundus Martinus Pugio fidei und Porchetus Salvaticus Victoria adversus impios Hebraeos. Wiederholte Neuauflagen während des 17. und 18. Jahrhunderts bezeugen die Popularität dieses Werks über seine Lebenszeit hinaus. Seine zahlreichen weiteren Schriften wurden dagegen nur gering rezipiert. Darin befasste er sich vornehmlich mit dem Zustand der Kirche, Prophetie, Kabbala, aber auch enger mit der Theologie. Seine Aussagen zu prophetischen Themen zeigen Einflüsse vom Joachimismus, sowie franziskanischen Interpretationen einer pseudo-joachimitischen Tradition, wie bei Petrus Johannis Olivi.
Die neuzeitliche Theologie führte irrigerweise auf ihn die Deutung des Tetragrammaton als Jehova zurück.
- De optimi principis diademate
- Divini nominis Tetragrammaton interpretatio contra Judaeos
- Oratio “Cum ieiunatis”
- Oratio de circumcisione dominica
- De arcanis catholicae veritatis
- Libellus de morte consolatorius
- Commentaria in Apocalypsim